# Coppa del Baltico 2020
La Coppa del Baltico 2020 è stata la 28ª edizione della competizione, la 18ª dalla reistituzione di questa manifestazione nel 1991 a seguito del collasso dell'Unione Sovietica. Originariamente programmato per l'estate 2020, il torneo è stato rinviato a causa della pandemia di COVID-19 e riprogrammato dal 1° al 10 giugno 2021.
Ha visto, per la quarta volta nella storia, la vittoria dell'Estonia, la prima dal dissolvimento dell'Urss.

## Formula
La formula è stata confermata rispetto alla passata edizione: era sempre organizzato come girone all'italiana con partite di sola andata tra le tre formazioni partecipanti e ogni formazione giocava due partite, una in casa e una fuori.

## Classifica finale
| Pos. | Squadra  | Pt | G | V | N | P | GF | GS | DR |
| ---- | -------- | -- | - | - | - | - | -- | -- | -- |
| 1.   | Estonia  | 6  | 2 | 2 | 0 | 0 | 3  | 1  | +2 |
| 2.   | Lettonia | 3  | 2 | 1 | 0 | 1 | 4  | 3  | +1 |
| 3.   | Lituania | 0  | 2 | 0 | 0 | 2 | 1  | 4  | -3 |

## Risultati
| Squadra 1      | Risultato | Squadra 2 |
| -------------- | --------- | --------- |
| 1 giugno 2021  |           |           |
| Lituania       | 0 - 1     | Estonia   |
| 4 giugno 2021  |           |           |
| Lettonia       | 3 - 1     | Lituania  |
| 10 giugno 2021 |           |           |
| Estonia        | 2 - 1     | Lettonia  |